# رئيس كازاخستان
رئيس جمهورية كازاخستان هو أعلى منصب في جمهورية كازاخستان. شغل هذا المنصب منذ استقلال كازاخستان عن الاتحاد السوفيتي وشغل هذا المنصب اثنان والرئيس الحالي هو قاسم جومارت توكاييف

## الوضع الدستوري
رئيس جمهورية كازاخستان هو رئيس الدولة، وهو أعلى مسؤول، ويحدد الاتجاهات الرئيسية للسياسة الداخلية والخارجية للدولة ويمثل كازاخستان داخل البلد وفي العلاقات الدولية.

### رئيس جمهورية كازاخستان بموجب الدستور
- رمز وضامن لوحدة الشعب وسلطة الدولة وحرمة الدستور وحقوق وحريات الرجل والمواطن.
- يضمن الأداء المنسق لجميع فروع سلطة الدولة ومسؤولية السلطات تجاه الشعب.
- له الحق في التحدث نيابة عن الشعب والدولة.
- رئيس جمهورية كازاخستان شرفه وكرامته مصون. الاعتداء على شرف وكرامة رئيس الجمهورية يحاكمه القانون.
- يتم توفير وصيانة وحماية رئيس الجمهورية وعائلته على نفقة الدولة.

## شارة رئيس جمهورية كازاخستان
رئيس الجمهورية لديه شارة - شارة ومعيار رئيس مستوى رئيس جمهورية كازاخستان..
يصبح رئيس الجمهورية بحكم منصبه حائزًا على أمر "Altyn Kyran" («النسر الذهبي»).

## القيود الرئاسية
لا يمكن لرئيس كازاخستان أن يكون نائباً لهيئة تمثيلية، وأن يشغل مناصب أخرى مدفوعة الأجر ويضطلع بأنشطة تنظيم المشاريع.

## ضمان أنشطة الرئيس
- يتم توفير وصيانة وحماية رئيس الجمهورية وعائلته على نفقة الموازنة الجمهورية.
- يحصل رئيس الجمهورية على أجور وإجازة مدفوعة الأجر لمدة خمسة وأربعين يومًا تقويميًا.

لفترة الولاية، يتم تزويد الرئيس بمساكن في البلاد وشقة رسمية في العاصمة وداتشا الدولة.
يتم تزويد الرئيس بالسيارات ذات الأغراض الخاصة والطائرات والمروحيات المجهزة بشكل خاص، وكذلك أنواع أخرى من المركبات المجهزة بشكل خاص.
يوفر مكتب رئيس جمهورية كازاخستان خدمات الإسكان والنقل لرئيس الجمهورية وأفراد أسرته، وكذلك وفقاً لاختصاصهم، دائرة الأمن الرئاسي ولجنة الأمن القومي.
يقدم مكتب رئيس جمهورية كازاخستان الخدمات الطبية والمصحات والمنتجعات للرئيس وأفراد أسرته.
يتم توفير الاتصالات الخاصة من قبل دائرة الأمن الرئاسية.
أرشيف رئيس جمهورية كازاخستان، يتم تشكيل مكتبة شخصية وأرشيف شخصي لرئيس الجمهورية.
حماية الرئيس مكلف بخدمة الأمن، ويتم حماية الزوج وزوجته وأفراد الأسرة الذين يعيشون معا.

## رؤساء كازاخستان (1991 - حتى الآن)
| التسلسل. | الاسم (الولادة–الوفاة)                          | الصورة | الانتخاب       | فترة الحكم                      | فترة الحكم    | فترة الحكم      | الانتماء السياسي |
| التسلسل. | الاسم (الولادة–الوفاة)                          | الصورة | الانتخاب       | بداية الفترة                    | انتهاء الفترة | مدة المنصب      | الانتماء السياسي |
| -------- | ----------------------------------------------- | ------ | -------------- | ------------------------------- | ------------- | --------------- | ---------------- |
| 1        | نور سلطان نزارباييف (1940–)Нұрсұлтан Назарбаев  |        | —              | 24 أبريل 1990                   | 1 ديسمبر 1991 | 27 سنة و94 يوما | شيوعي            |
| 1        | نور سلطان نزارباييف (1940–)Нұрсұлтан Назарбаев  | 1 1991 | 1 ديسمبر 1991  | 14 ديسمبر 1991                  |               | 27 سنة و94 يوما | شيوعي            |
| (1)      | نور سلطان نزارباييف (1940–)Нұрсұлтан Назарбаев  | 1 1991 | 14 ديسمبر 1991 | 29 أبريل 1999                   | مستقل         | 27 سنة و94 يوما |                  |
| (1)      | نور سلطان نزارباييف (1940–)Нұрсұлтан Назарбаев  | 2 1999 | 29 أبريل 1999  | 1 مارس 1999                     | مستقل         | 27 سنة و94 يوما |                  |
| (1)      | نور سلطان نزارباييف (1940–)Нұрсұлтан Назарбаев  | 2 1999 | 1 مارس 1999    | 4 ديسمبر 2005                   | نور وطن       | 27 سنة و94 يوما |                  |
| (1)      | نور سلطان نزارباييف (1940–)Нұрсұлтан Назарбаев  | 3 2005 | 4 ديسمبر 2005  | 1 ديسمبر 2006                   | نور وطن       | 27 سنة و94 يوما |                  |
| (1)      | نور سلطان نزارباييف (1940–)Нұрсұлтан Назарбаев  | 3 2005 | 1 ديسمبر 2006  | 4 أبريل 2011                    | نور وطن       | 27 سنة و94 يوما |                  |
| (1)      | نور سلطان نزارباييف (1940–)Нұрсұлтан Назарбаев  | 4 2011 | 4 أبريل 2011   | 29 أبريل 2015                   | نور وطن       | 27 سنة و94 يوما |                  |
| (1)      | نور سلطان نزارباييف (1940–)Нұрсұлтан Назарбаев  | 2015   | 29 أبريل 2015  | 20 مارس 2019 (استقال من المنصب) | نور وطن       | 27 سنة و94 يوما |                  |
| 2        | قاسم جومارت توقاييف Қасым-Жомарт Тоқаев (1953–) | 2015   |                | 20 مارس 2019                    | نور وطن       | 12 يونيو 2019   | 6 سنوات و2 أيام  |
| 2        | قاسم جومارت توقاييف Қасым-Жомарт Тоқаев (1953–) | 2019   | 12 يونيو 2019  | في المنصب                       | نور وطن       |                 | 6 سنوات و2 أيام  |

## روابط خارجية
- قائمة رؤساء كازاخستان